# Mmatshumo
Mmatshumo est une ville du Botswana.